# Amy Deasismont

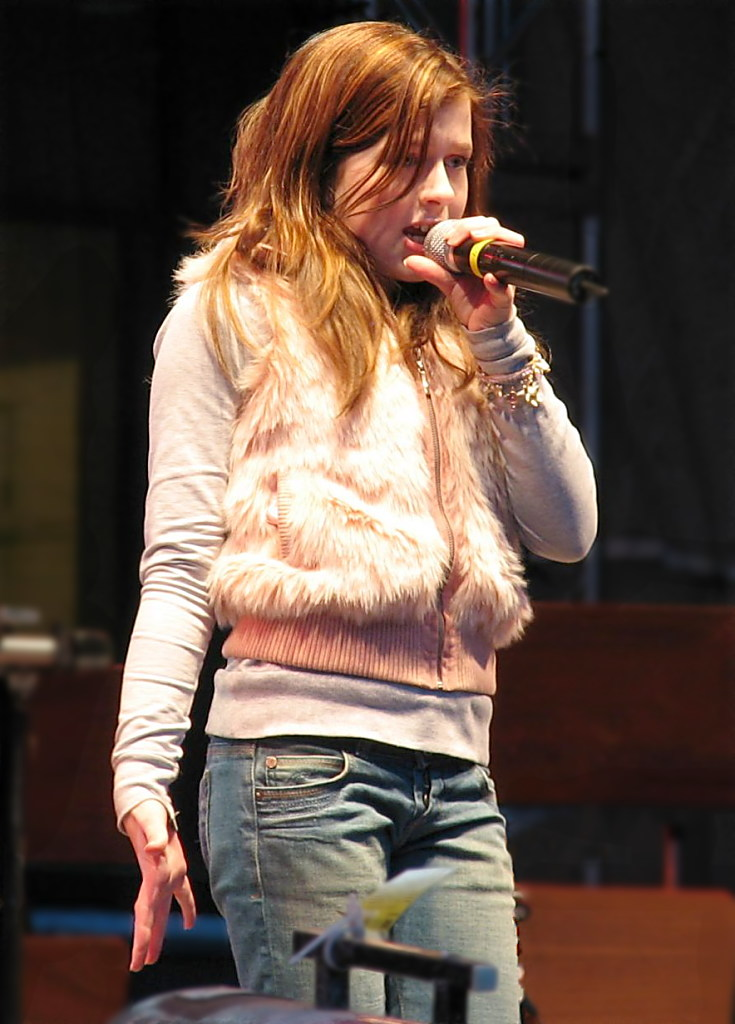
Amy Diamond in Helsinki, Finland tijdens een optreden, 2006

Amy Deasismont (eerder bekend onder de artiestennaam Amy Diamond; Norrköping, 15 april 1992) is een Zweedse zangeres die vooral in Scandinavië bekend is. Op haar twaalfde brak ze door met de single What's in It for Me.
Haar grootste hits to nu toe waren What's in It for Me, Welcome to the City, Champion, Shooting Star and Don't Cry Your Heart Out. What's in It for Me was een hit in de buurlanden van Zweden, Denemarken, Noorwegen en Finland, en in 2005 bereikte het nummer de status van meest gespeelde lied in Polen.

## Leven
Deasismont werd geboren als tweede kind van haar Engelse vader Lee en Zweedse moeder Chrisbeth. Kort na haar geboorte verhuisde het gezin naar Engeland, waar ze Engels leerde spreken, maar zij verhuisden terug naar Zweden (te weten naar Jönköping) toen Deasismont vierenhalf was. Toen pas leerde ze Zweeds.
In 2008 deed ze mee aan de nationale voorronde van Zweden voor het Eurovisiesongfestival (Melodifestivalen). Met het lied "Thank you" kwam zij daar in de finale die op 15 maart gehouden werd.

## Discografie
| Titel                          | Jaar van verschijnen |
| ------------------------------ | -------------------- |
| This Is Me Now                 | 2005                 |
| Still Me Still Now             | 2006                 |
| Music in Motion                | 2007                 |
| Music in Motion (Gold Edition) | 2008                 |
| En helt ny Jul                 | 2008                 |
| Swings and Roundabouts         | 2009                 |
| Amy Diamond: Greatest Hits     | 2010                 |

| Titel                    | Jaar van verschijnen |
| ------------------------ | -------------------- |
| This Is Me Now           | 2005                 |
| Don't Cry Your Heart Out | 2006                 |

| Titel                                         | Jaar van verschijnen |
| --------------------------------------------- | -------------------- |
| Champion                                      | 2005                 |
| What's in It for Me (Bonnier Music)           | 2005                 |
| Welcome to the City                           | 2005                 |
| What's in It for Me (Warner Music, 2 liedjes) | 2005                 |
| What's in It for Me (Warner Music)            | 2005                 |
| Shooting Star                                 | 2005                 |
| Don't Cry Your Heart Out                      | 2006                 |
| Big Guns                                      | 2006                 |
| It Can Only Get Better                        | 2006                 |
| Is It Love?                                   | 2007                 |
| Stay My Baby                                  | 2007                 |
| Thank You                                     | 2008                 |
| It's My Life                                  | 2009                 |
| Your Love                                     | 2013                 |
| One                                           | 2016                 |
| Forgive                                       | 2016                 |
| This is How We Party                          | 2016                 |

| Titel                       | Jaar van verschijnen |
| --------------------------- | -------------------- |
| Super Troupers (dvd)        | 2004                 |
| Sune                        | 2006                 |
| Melodifestivalen 2008 (cd)  | 2008                 |
| Melodifestivalen 2008 (dvd) | 2008                 |

## Hoogtepunten
| Hoogtepunt                                                                                | Jaar van verschijnen |
| ----------------------------------------------------------------------------------------- | -------------------- |
| Småstjärnorna (Kleine sterren)                                                            | 2000                 |
| Super Troupers                                                                            | 2004                 |
| What's in It for Me platina in Zweden                                                     | 2005                 |
| What's in It for Me goud in Noorwegen                                                     | 2005                 |
| Welcome to the City goud in Zweden                                                        | 2005                 |
| Shooting Star in de top 3 van meest gedraaide platen                                      | 2005                 |
| Nickelodeon Awards (Best Hit met What's in It for Me)                                     | 2005                 |
| NRJ Radioawards (Best female Swedish singer en Best Swedish song met What's in It for Me) | 2005                 |
| Nordic Music Awards (Best Nordic Hit met What's in It for Me)                             | 2005                 |
| Still Me Still Now goud in Zweden                                                         | 2006                 |

## Voetnoten
1. ↑  Nu ska Amy vinna världen. Aftonbladet. Gearchiveerd op 17 januari 2010. Geraadpleegd op 13 juni 2007.
2. ↑  Amy Diamond -Still Me Still Now. amydiamond.se. Gearchiveerd op 19 juli 2011. Geraadpleegd op 18 februari 2007.

- Bibliothèque nationale de France: cb150375654 (data)
- Gemeinsame Normdatei: 109625865X
- International Standard Name Identifier: 0000 0003 8456 9554
- MusicBrainz: 205c9780-61ee-40d7-9e78-9724e626ae7c
- Système universitaire de documentation: 194992535
- Virtual International Authority File: 276452606
- WorldCat: E39PBJm4WmDpjmhYpbkRtWQcyd